# Ньонга, Жюль
Жюль-Фредерик Ньонга (фр. Jules-Frédéric Nyongha; род. 3 октября 1945, Бафанг) — камерунский футболист и тренер.

## Биография
В качестве тренера три раза возглавлял сборную Камеруна. В 1996 году Ньонга участвовал с «неукротимыми львами» на Кубке африканских наций в ЮАР. На турнире камерунцы выступили неудачно, не преодолев даже групповой этап. Помимо сборной, специалист тренировал ряд местных клубов. Среди них «Юнион Дуала», «Дуала Атлетик» и «Бамбутос». В 2019 году 74-летний наставник руководил клубом «Униспорт де Бафанг».